# Марія-Ланцендорф
Марія-Ланцендорф (нім. Maria-Lanzendorf, з дефісом згідно з державним законодавством) — муніципалітет з 2235 жителями (станом на 1 січня 2023) в окрузі Брук-ан-дер-Лайта в Нижній Австрії. Місце є місцем паломництва Марії.

## Географія
Марія-Ланцендорф розташоване на південь від Відня в промисловому районі Швехат. Місце безпосередньо межує з муніципалітетом Ланцендорф. Інших кадастрових громад, крім Марії-Ланцендорф, немає. Сусідніми громадами є Ланцендорф, Гімберг, Ахау та Леопольдсдорф.
Площа муніципалітету займає лише 1,69 квадратних кілометрів. Вкрито лісом 0,69 відсотка території. Через муніципальну територію проходить канал Вінер-Нойштедтер. Петерсбах впадає у Швехат у Марії-Ланцендорф.

## Історія

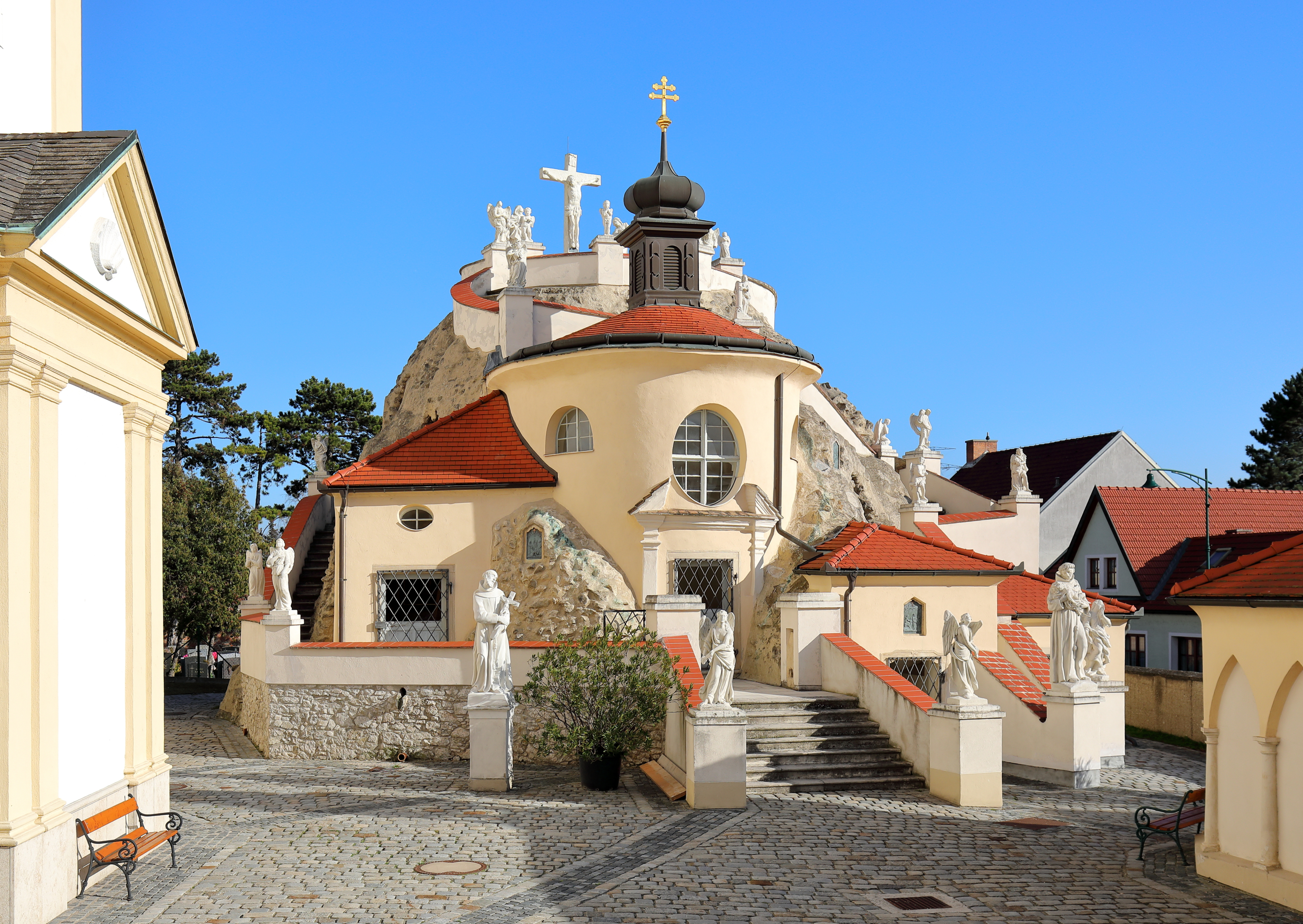
Голгофа (зведена близько 1700 р.)

У давнину територія входила до складу провінції Паннонія.
У 1871 році Марія-Ланцендорф відокремилася від Оберланцендорфа і сформував новий муніципалітет з частиною Леопольдсдорфа.
Після приєднання Австрії до Третього Рейху в 1938 році місто увійшло до складу новоствореного 23-го Рейху. Район Швехат включений до Великого Відня. До 27 числа У березні 1945 року тут діяв табір-супутник концтабору Маутхаузен.
Муніципалітет знову став незалежним у 1954 році через відокремлення від Великого Відня.